# Poker Hall of Fame

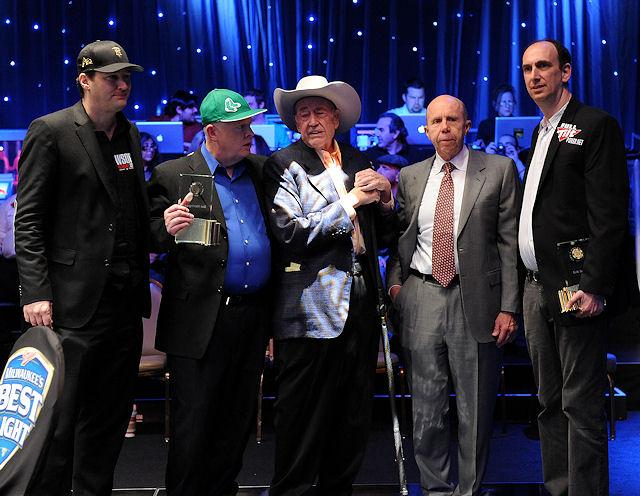
Die Mitglieder Phil Hellmuth, Dan Harrington, Doyle Brunson, Jack Binion und Erik Seidel (von links nach rechts) bei einer Zeremonie im Jahr 2010

Die Poker Hall of Fame, kurz PHoF, ist eine Ruhmeshalle bekannter Pokerspieler, die 1979 vom Binion’s Horseshoe Casino in Las Vegas gegründet wurde und aktuell 62 Mitglieder aufweist. Bis auf zwei Ausnahmen, Edmond Hoyle und Bill Hickok, finden sich in dieser Liste ausschließlich Spieler des 20. und 21. Jahrhunderts. 

## Kriterien
Zur Aufnahme in die Poker Hall of Fame wurden fünf Bedingungen festgelegt:
Der Spieler muss
- mindestens 40 Jahre alt sein
- gegen anerkannte Konkurrenten gespielt haben
- um hohe Einsätze gespielt haben
- auf konstant hohem Niveau gespielt und den Respekt der Gegner gewonnen haben
- sich über einen längeren Zeitraum bewährt haben

Wenn es sich nicht um einen Spieler handelt, muss die Person maßgeblich zum Wachstum und Erfolg des Pokers langfristig beigetragen haben.

## Mitglieder
Die Jahreszahl hinter dem Namen bezeichnet den Zeitpunkt der Aufnahme in die Poker Hall of Fame.
- Johnny Moss (1979)
- Nick Dandolos (1979)
- Felton McCorquodale (1979)
- Red Winn (1979)
- Sid Wyman (1979)
- Bill Hickok (1979)
- Edmond Hoyle (1979)
- T. Forbes (1980)
- Bill Boyd (1981)
- Tom Abdo (1982)
- Joe Bernstein (1983)
- Murph Harrold (1984)
- Red Hodges (1985)
- Henry Green (1986)
- Walter Pearson (1987)
- Doyle Brunson (1988)
- Jack Straus (1988)
- Fred Ferris (1989)
- Benny Binion (1990)
- David Reese (1991)
- Thomas Preston (1992)
- Jack Keller (1993)
- Little Man Popwell (1996)
- Roger Moore (1997)
- Stu Ungar (2001)
- Lyle Berman (2002)
- Johnny Chan (2002)
- Bobby Baldwin (2003)
- Berry Johnston (2004)
- Jack Binion (2005)
- Crandell Addington (2005)
- T. J. Cloutier (2006)
- Billy Baxter (2006)
- Phil Hellmuth (2007)
- Barbara Enright (2007)
- Dewey Tomko (2008)
- Henry Orenstein (2008)
- Mike Sexton (2009)
- Dan Harrington (2010)
- Erik Seidel (2010)
- Barry Greenstein (2011)
- Linda Johnson (2011)
- Eric Drache (2012)
- Brian Roberts (2012)
- Tom McEvoy (2013)
- Scotty Nguyen (2013)
- Jack McClelland (2014)
- Daniel Negreanu (2014)
- Jennifer Harman (2015)
- John Juanda (2015)
- Todd Brunson (2016)
- Carlos Mortensen (2016)
- Dave Ulliott (2017)
- Phil Ivey (2017)
- John Hennigan (2018)
- Mori Eskandani (2018)
- Chris Moneymaker (2019)
- David Oppenheim (2019)
- Huck Seed (2020)
- Eli Elezra (2021)
- Layne Flack (2022)
- Brian Rast (2023)
- Patrik Antonius (2024)
- Nick Schulman (2025)
- Michael Mizrachi (2025)

## Pokerturnier
In Hommage an die Poker Hall of Fame findet seit 2021 jährlich bei der World Series of Poker am Las Vegas Strip ein Turnier statt, bei dem Bountys auf die Mitglieder dieser Ruhmeshalle ausgezahlt werden, deren Höhe vom Jahr der Aufnahme in die Hall of Fame abhängig ist. In Anlehnung an das Gründungsjahr beträgt der Buy-in 1979 US-Dollar.
Bei der ersten Austragung vom 17. bis 19. November 2021 gewann Ole Schemion sein erstes Bracelet. Bei der WSOP 2022 wurde das Event von Jin-ho Hong gewonnen. Vom 13. bis 15. Juli 2023 wurde das Turnier bei der WSOP 2023 ausgespielt und vom Peruaner Diego Ventura gewonnen.
| Jahr | Teilnehmer | Sieger        | Herkunft    | Preisgeld (in $) |
| ---- | ---------- | ------------- | ----------- | ---------------- |
| 2021 | 0468       | Ole Schemion  | Deutschland | 172.499          |
| 2022 | 0865       | Jin-ho Hong   | Korea Sud   | 276.067          |
| 2023 | 1417       | Diego Ventura | Peru        | 402.054          |